# Anopheles paludis
Anopheles paludis är en tvåvingeart som beskrevs av Theobald 1900. Anopheles paludis ingår i släktet Anopheles och familjen stickmyggor. Inga underarter finns listade i Catalogue of Life.